# Edward Ferrero
Pour les articles homonymes, voir Ferrero (homonymie).
Edward Ferrero (né le 18 janvier 1831 à Grenade, Espagne, et décédé le 11 décembre 1899 à New York) est un Major général de l'Union. Il est enterré à Brooklyn dans le comté de Kings, État de New York.

## Avant la guerre
Né de parents italiens, Edward Ferrero émigre aux États-Unis à l'âge de un an. Edward Ferrero reprend la direction de l'école de danse créée par son père et enseigne la danse à l'académie militaire de West Point.

## Guerre de Sécession
Au début du conflit, Edward Ferrero est lieutenant-colonel du 11th New York Militia Regiment. Il est nommé colonel du 51st New York Volunteer Infantry le 14 octobre 1861,. Son régiment capture la première redoute fortifiée du conflit lors de la bataille de Roanoke Island. Il est nommé brigadier général des volontaires le 10 septembre 1862 mais sa nomination expire le 4 mars 1863.  Il participe aux batailles de South Mountain et d'Antietam.  Il participe aux batailles de South Mountain et d'Antietam. Il est de nouveau nommé brigadier général des volontaires le 6 mai 1863.
Il commande la deuxième brigade du IXe corps lors des batailles de Fredericksburg, de Vicksburg et au siège de Knoxville.  En 1864, il commande Fort Sanders à la bataille de Bean's Station et commande les divisions noires (colored) du IXe corps au siège de Petersburg. Il dirige sa division lors de la bataille du cratère qui s'est terminée par un fiasco. Pendant la bataille Edward Ferrero et le brigadier général James Hewett Ledlie restent dans leur tente à boire du rhum. Il aurait été épuisé et son médecin lui aurait prescrit le rhum en tant que stimulant. Après la quasi-destruction de sa division, l'enquête le critique sévèrement. Il est néanmoins maintenu dans l'armée mais ne commande plus de troupes sur le champ de bataille.

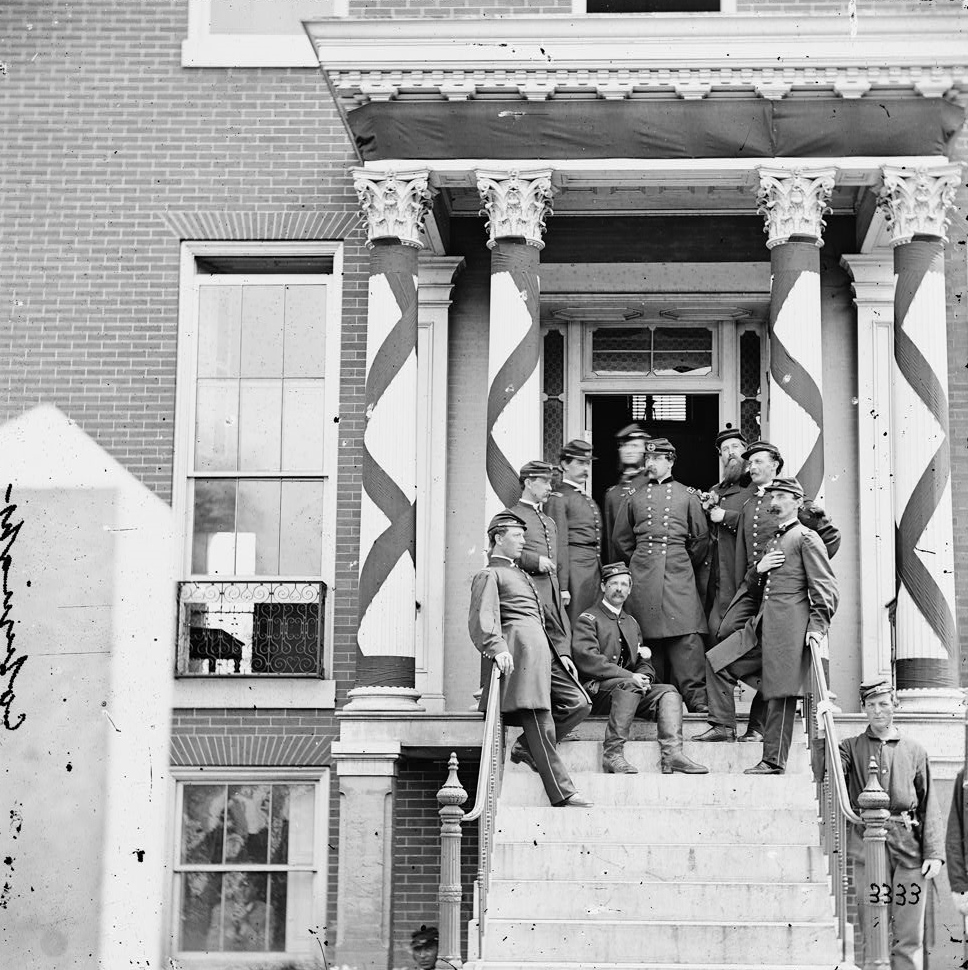
Le généra Edward Ferrero et son état-major au siège de Petersbrug

Il est breveté major général des volontaires le 2 décembre 1864 pour service méritant lors de la campagne devant Richmond et Petersburg.

## Après la guerre
Edward Ferrerro quitte le service actif des volontaires le 25 août 1865. Il reprend ses activités dans les écoles de danse. Il publie de nombreux ouvrages sur la danse.